# روبرت مان (صحفي)
روبرت مان (بالإنجليزية: Robert Mann)‏ هو صحفي ومؤرخ أمريكي، ولد في 2 سبتمبر 1958 في بومونت في الولايات المتحدة.